# Marco Belli
Marco Belli (Portogruaro, 16 ottobre 1857 – Portogruaro, 5 marzo 1929) è stato un presbitero e letterato italiano.

## Biografia
Compie gli studi medi e superiori presso il Seminario di Portogruaro, ove viene ordinato Sacerdote, frequenta l'Università di Padova, ove consegue dapprima, nel 1882, la licenza in Filosofia e in Lettere e poi, nel 1884, la laurea in Lettere e Storia, con una tesi su Senofonte, poi pubblicata (La politeia ton Lakedaimonion di Senofonte Ateniese. Osservazioni dell'ab. M. Belli). 
Docente presso il Seminario Diocesano di svariate materie (Lettere greche, Aritmetica e Catechismo romano; Lettere latine e greche, Storia profana e Geografia e Sacra eloquenza; Studio biblico e Lingua ebraica e greca, Latino, Diritto canonico, Teologia Pastorale) per quaranta anni (dal 1878 al 1918), diventandone infine Prefetto degli studi.
La Facoltà giuridica del Seminario Patriarcale di Venezia gli attribuisce, nel 1908, la Laurea ad honorem in Sacra Teologia, avendo particolarmente apprezzato le sue pubblicazioni di contenuto teologico, dogmatico e biblico. Gli vennero riconosciuti ampi meriti culturali e alta considerazione civile per i suoi studi e ricerche: fu nominato nel 1921 Cavaliere della Corona d'Italia e membro effettivo dell'Ateneo Veneto; ma fu l'anno 1927 quello in cui diversi riconoscimenti ed incarichi gli furono affidati con mandato fiduciario: Regio Ispettore onorario bibliografico, Regio Ispettore Onorario dei monumenti e degli scavi, e Direttore onorario del Museo Nazionale Concordiese.
È stato autore di numerosissime pubblicazioni, spaziando dalle grammatiche latine, greche, ebraiche (anche una grammatica elementare della lingua araba e della lingua universale Volapuk) e dalla storia della letteratura greca e latina, a commenti storico-esegetici dei classici greci e latini, dalla storia locale alla linguistica, senza trascurare commenti biblici ai Profeti minori, ai Salmi, introduzioni esegetiche al Primo Testamento, commenti ai Padri della Chiesa, elogi funebri ad alcuni personaggi significativi della storia ecclesiastica e della politica locale, scritti sulla riforma dei Seminari e sulla didattica nell'insegnamento negli stessi seminari, di filosofia e di metrica. L'ambito in cui eccelse è quello del mondo classico greco-latino: può essere citata, in particolare, l’Antologia greca ad uso dei ginnasi e dei licei, che ebbe già nel 1901 la quarta edizione, nel 1910 l'ottava e nel 1939 la tredicesima; il Dell'accento greco, che ebbe la quarta edizione nel 1941; le undici edizioni di Prosodia latina; le nove edizioni degli Indici dei verbi greci irregolari, e le cinque della Morfologia greca.
Da citare, anche, lo scritto Lo studio del greco e del latino, del 1897, specificamente dedicato al problema metodologico dell'insegnamento delle lingue classiche, in cui il Belli esordisce con una condanna verso quanti (politici) avevano proposto l'abolizione dell'insegnamento del greco: “…quei perniciosi facitori di oscurantismo, i quali…argomentano di reggere le future sorti del mondo col positivismo e col meccanicismo industriale”.
Muore nel marzo 1929.
A lui è intitolato il Liceo Linguistico e delle Scienze Umane di Portogruaro.

## A sua memoria
- A Portogruaro è a lui intitolato, dal 1963, l'ex Istituto Magistrale ed ora Istituto Statale “Marco Belli”, con indirizzi linguistico e delle scienze umane.
- Nel 2010 è stata a lui dedicata la Biblioteca Antica del Collegio Marconi.

### Fonti
- Pier Aldo Colussi, Mons. Marco Belli, Sacerdote e studioso a ottanta anni dalla morte